# Liocranum segmentatum
Liocranum segmentatum är en spindelart som beskrevs av Simon 1878. Liocranum segmentatum ingår i släktet Liocranum och familjen månspindlar.
Artens utbredningsområde är Frankrike. Inga underarter finns listade i Catalogue of Life.